# Veles
Veles er by i Nordmakedonien og ligger 48 km fra hovedstaden Skopje, 40 km fra byen Štip, 41 km fra byen Negotino og 52 km fra byen Kavadarci.
Byen Veles voksede i det 19. århundrede og blev til et vigtigt handelscenter. Da Makedonien var en del af Jugoslavien, var byens navn Titov Veles (en af fire byer i Jugoslavien som havde Titos navn), til ære for den jugoslaviske præsident Josip Broz Tito (1893 – 1980).
I dag er byen en metalindustriby med smelteovne til jern, bly og zink, og med porcelænsfabrik og silkefabrik.
Omkring 20 km syd for Veles, tæt ved Kumanovo – Gevgelija motorvejen (eller på den gamle hovedvej 1 til Gevgelija) ligger ruinerne af den gamle by Stobi, som stammer helt fra år 197 f.Kr. Byen var på den tid hovedstad i den makedonske romerske provins Salutaris.